# Xestocephalus abyssinicus
Xestocephalus abyssinicus är en insektsart som beskrevs av Heller och Rauno E. Linnavuori 1968. Xestocephalus abyssinicus ingår i släktet Xestocephalus och familjen dvärgstritar. Inga underarter finns listade i Catalogue of Life.